# Микронезия
 Тази статия е за региона в Океания.  За държавата вижте Микронезия (държава).  
Микронезия е част от Океания, регион в Тихия океан. Означава „малки острови“. Има сходна културна история с другите два островни региона, Полинезия и Меланезия.
Политически регионът е поделен между няколко суверенни държави. Една от тях е Федеративни щати Микронезия, която често бива наричана „Микронезия“ за по-кратко, но не бива да се бърка с целия регион. Регионът обхваща пет независими страни: Федеративни щати Микронезия, Палау, Кирибати, Маршалови острови и Науру, както и три територии на САЩ в северната му част: Северни Мариански острови, Гуам и остров Уейк.
Микронезия започва да бъде заселвана преди няколко хилядолетия, макар да има няколко различни теории относно произхода и пристигането на първите заселници. Най-ранният документиран контакт с европейците е от 1521 г., когато Фернандо Магелан достига Марианските острови. Изобретяването на термина „Микронезия“ обикновено се приписва на Жул Дюмон-Дюрвил през 1823 г., макар вече да съществува и по-ранна употреба.

## География
Микронезия включва около 2100 острова с обща площ от 2700 km2, най-големият от които е Гуам (582 km2). Водната площ в периметъра на островите е 7 400 000 km2. Повечето острови представляват коралови атоли.
Четирите основни островни групи са:
- Маршалови острови
- Каролински острови
- Мариански острови
- Кирибати
- Науру

Западните Каролински и Марианските острови са вулканични.

## Климат
Климатът е тропичен морски. Има сезонни пасати. Сезонното температурно изменение е слабо. Сухият сезон е от декември или януари до юни, а влажният сезон е от юли до ноември – декември. Поради местоположението на някои острови, влажният сезон понякога може да донесе тайфуни.

## Население
Населението днес е образувано от най-различни етноси, но всички те произлизат от Микронезийската култура. Тя е една от последните развили се местни култури. Тя се образува като смесица от меланезийци и филипинци. Поради това смесване, много от етническите групи в Микронезия се чувстват по-близки до групи в Меланезия или Филипините. Добръ пример за това са народа Яп, които са свързани с австронезийските племена в северната част на Филипините. Според проучване от 2011 г., 93,1% от микронезийците са християни.
Има и значителни азиатски общества в региона, най-вече на Северните Мариански острови, където образуват мнозинство, както и по-малки общества на европейци, мигрирали от САЩ или наследници на заселници от времето на европейското колониално господство.
Макар всички да са част от един и същ регион, те имат много различни колониални истории. Зоните, администрирани от САЩ, имат по-различна история, която ги различава от останалите тихоокеански части.

## Икономика
Най-важно място заема производството на копра, зеленчукопроизводството и риболова. Отглеждат се и захарна тръстика, батати и таро. Изнася се копра, риба и кокосово масло. Туризмът е слабо развит.